# Generalstreik auf den Französischen Antillen 2009
Der Generalstreik auf den Französischen Antillen 2009 begann auf Guadeloupe am 20. Januar 2009 und dehnte sich am 5. Februar 2009 auf die Nachbarinsel Martinique aus.
Hintergrund dieses vom „Kollektiv gegen die Ausbeutung“ (Liyannaj Kont Pwoftasyion, LKP) unter seinem Führer Elie Domota initiierten Generalstreiks waren im Wesentlichen Forderungen nach einer Anhebung der Mindestlöhne um 200 Euro und nach einer Herabsetzung der Preise für bestimmte Lebensmittel sowie die öffentlichen Verkehrsmittel. Nachdem der Streik in kurzer Zeit den größten Teil der örtlichen Wirtschaft lahmgelegt, ansonsten aber zunächst keine Verhandlungsfortschritte erbracht hatte, kam es Mitte Februar 2009 zu gewalttätigen Auseinandersetzungen und Straßenkämpfen in mehreren Orten der Insel, in deren Verlauf der Gewerkschaftssekretär Jacques Bino getötet wurde und aufgrund derer der Konflikt nunmehr auch außerhalb Guadeloupes – insbesondere in französischen und anderen europäischen Medien – Aufmerksamkeit erregte. Auf diese Weise zum Einschreiten gezwungen, gelang es der französischen Regierung schließlich, sowohl durch finanzielle Zugeständnisse des Staates als auch durch Druck auf die örtlichen Arbeitgeberverbände eine Einigung (den sog. „Accord Bino“) zu erreichen, mit dessen Abschluss am 4. März 2009 der Generalstreik nach annähernd siebenwöchiger Dauer offiziell beendet wurde.